# Dreknor
Le Dreknor est un bateau construit à Tourlaville, près de Cherbourg en France. Son nom est l'abréviation de dreki (« dragon ») et de Nortmannia (« Scandinavie ») mot devenu Normandie à partir du Xe siècle. Il s'agit de la réplique historique du bateau de Gokstad, le plus grand navire de guerre retrouvé en Norvège : 23,50 m × 5,30 m, 120 m2 de voilure et 32 rames. Il a été baptisé le 14 juin 2008, et a pour parrain l'ambassadeur du Royaume de Norvège, qui s'est félicité « d'être le parrain de la meilleure réplique du Gokstad ».

## LeGokstad
Le Gokstad est classé dans la catégorie des langskips (« longs navires »). Il est différent des navires de commerce, plus élevé par son bordage pour surplomber l'adversaire dans les abordages, par son pontage pour permettre aux archers de tirer, et par de nombreux avirons. C'était à l'aviron que se faisait l'approche de l'adversaire. Des boucliers en bois étaient disposés le long des bordages et constituaient un blindage effectif.
Le mât était monté sur un gros bloc de chêne appelé kjerringa (« vieille femme ») en ancien idiome norrois. Mesurant environ 15 m, il était couché exactement au-dessus de la quille et s'arc-boutait sur deux couples. Les barrots transversaux ayant perdu leur fonction de bancs de nage, il n'était pas commode d'avoir des espaces vides entre eux : un pont amovible fut posé par-dessus. Les flancs du navire étant beaucoup plus élevés, il ne fut plus possible de se servir des tolets placés le long du plat-bord, on les remplaça donc par des trous de nage.
Le Gokstad appartenait à un chef viking et lui a servi de sépulture, ce qui lui a valu d'être retrouvé en parfait état de conservation. C'est en 1880 que les archéologues ont exhumé le navire d'un tumulus datant de 850. Seules l'étrave et la poupe manquaient, près de la moitié des rivets de fer a pu être réemployée pour sa restauration. Le navire est visible au musée d'Oslo.

## Le projet

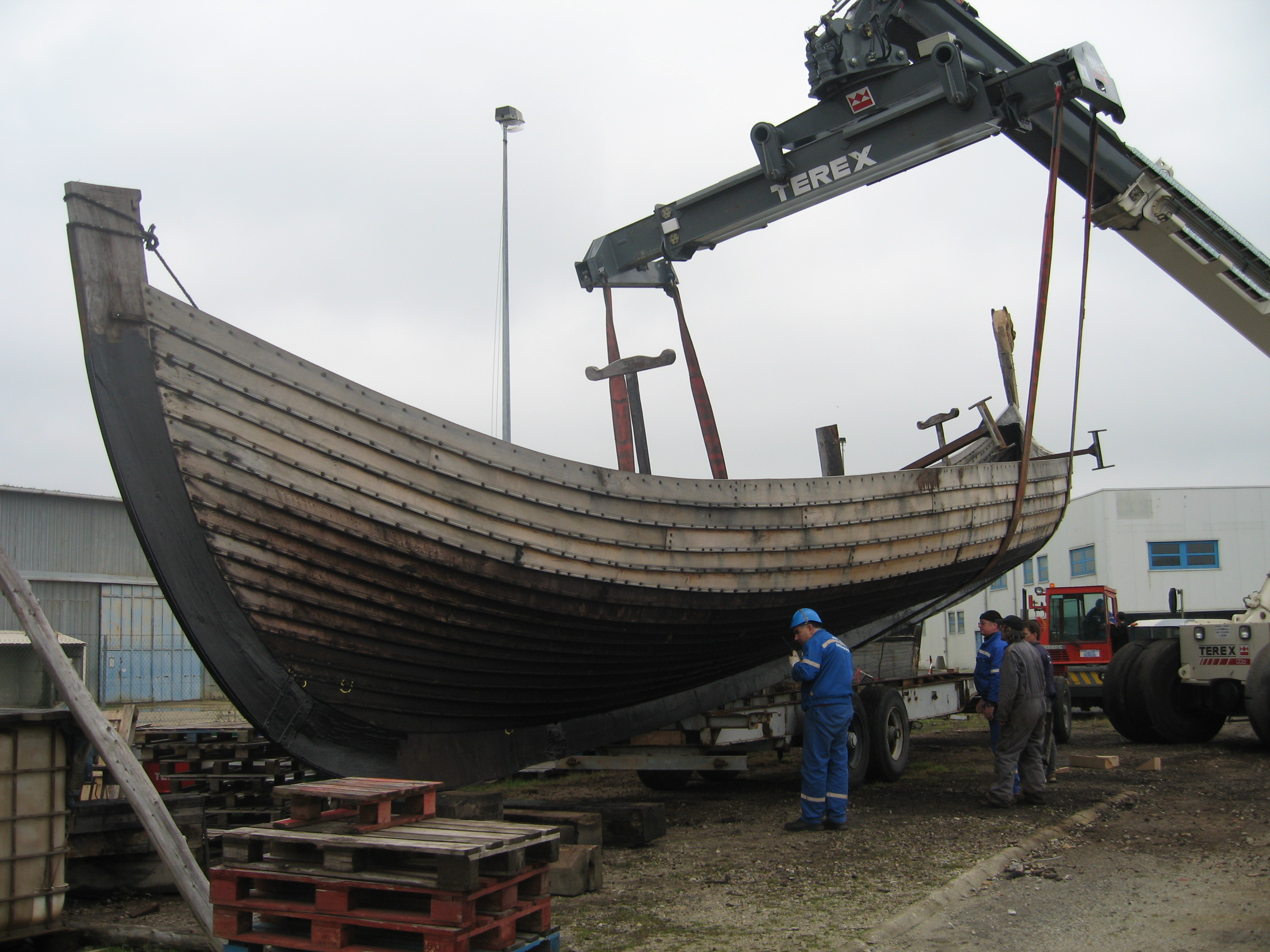
La levée pour mise à l'eau

Même si le mot « drakkar » n'est pas tout à fait exact (il faudrait employer les noms de snekkar, esnèque ou langskip), l'association Dreknor, chargée de la construction, utilise ce terme populaire pour une meilleure compréhension.
Dreknor est actuellement la seule réplique historique du Bateau de Gokstad : quille et étrave formées de cinq pièces, pied de mât taillé dans une seule pièce, coque en chêne composée de 16 bordages de chaque côté, rivés ensemble et se chevauchant légèrement (construction dite à clins). Le pont, le mât et les rames sont construits en pin, les boucliers en tilleul.
Le bois utilisé est conforme à celui du Gokstad, d'après l'ouvrage détaillé Das Gokstadschiff und seine boote du chercheur historien allemand Werner Dammann. Ce livre a été offert à l'association par l'un des marins du Gaïa, une réplique norvégienne de 1991, et est la seule référence scientifique écrite, en collaboration avec Arne Emil Christensen, conservateur du musée d'Oslo. Il fut une source très complémentaire aux plans ayant servi à construire la 1re réplique en 1883.
Il est prévu que Dreknor sillonne les côtes françaises après son lancement, et remonte la Seine jusqu'à Paris, notamment dans un but d'enseignement de l'Histoire.

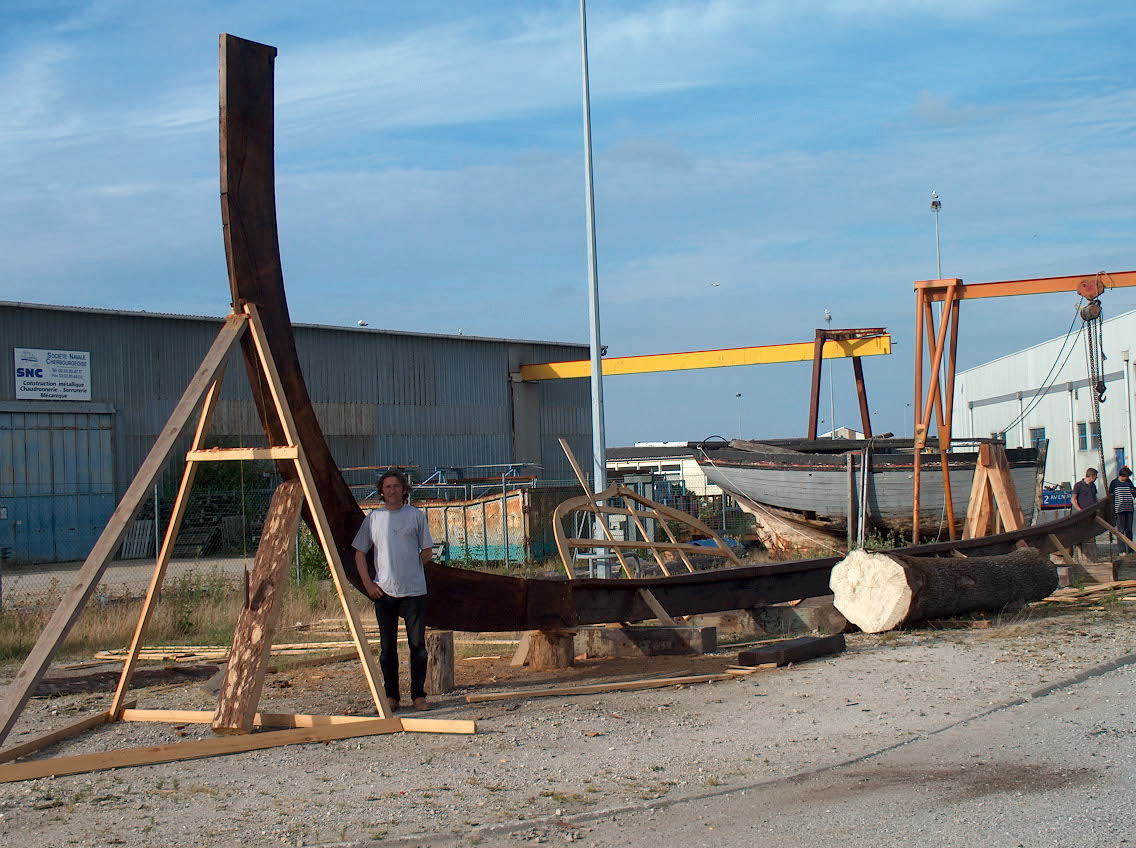
La quille posée
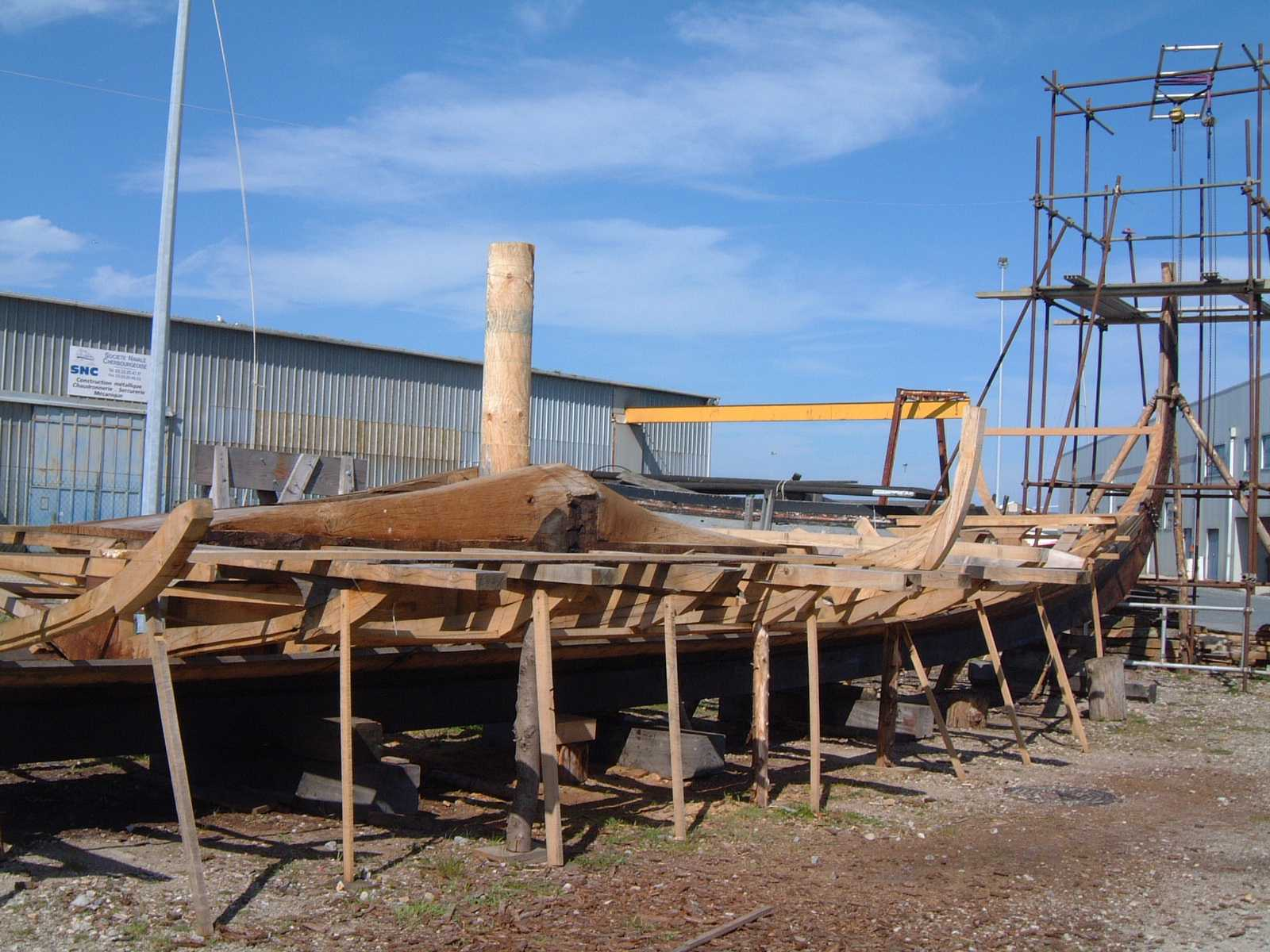
Le squelette de la coque visible avant la pose du bordage
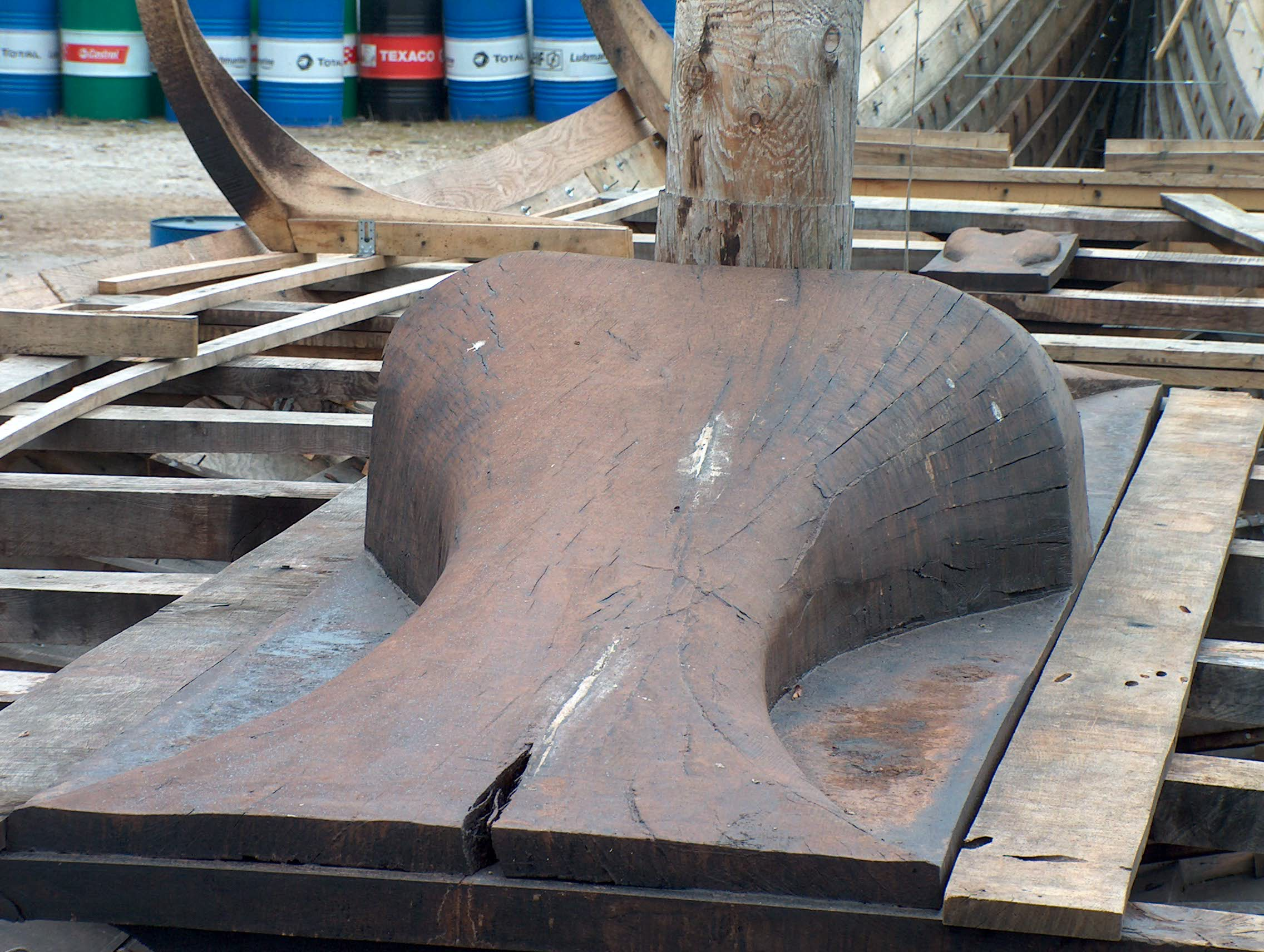
Vue du pied de mât
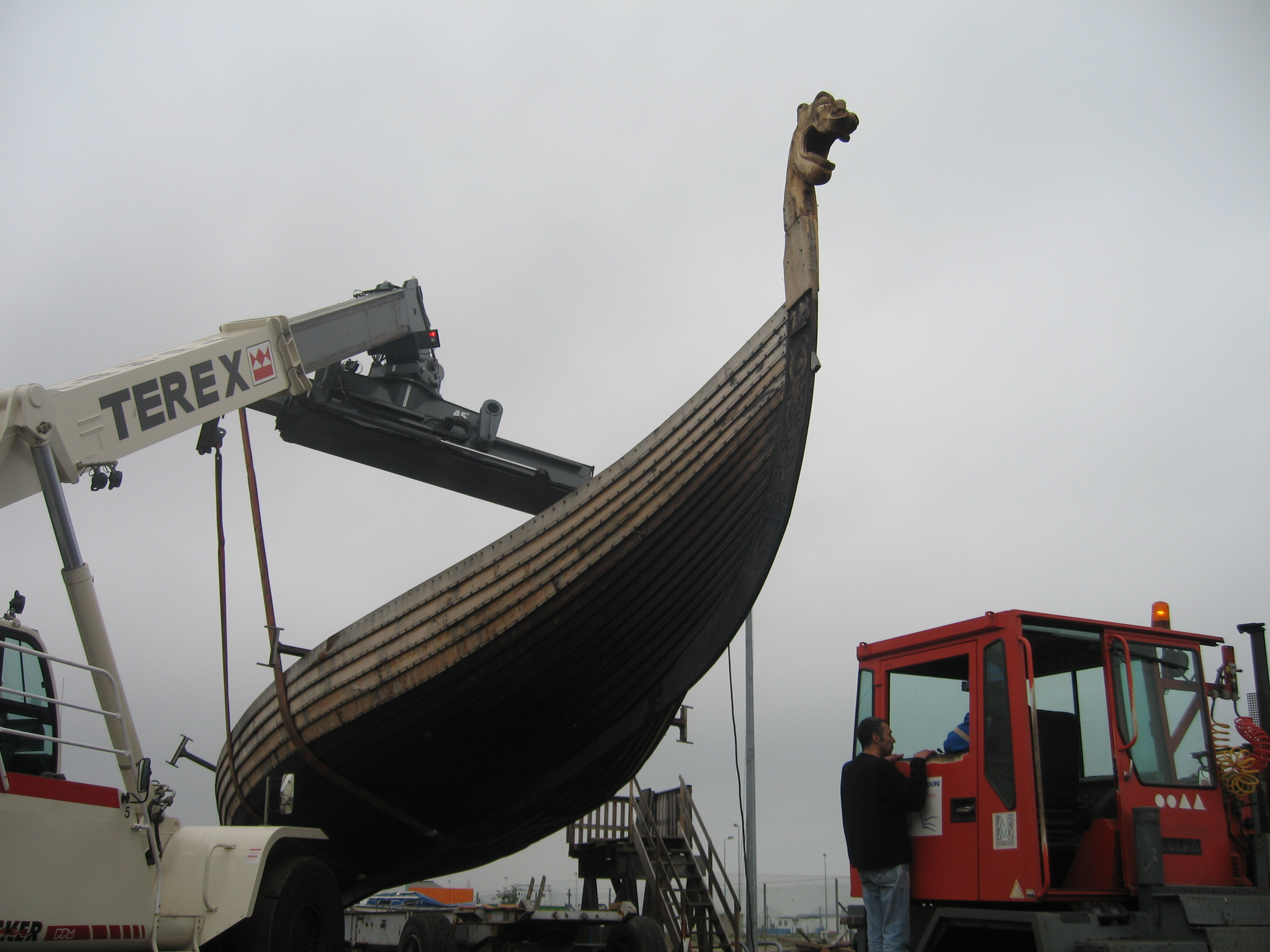
La coque soulevée, sa figure de proue visible

## Association et chantier
Des sorties d'une heure en baie des veys à Carentan sont organisées entre mai et octobre, en fonction du planning de l'association. Il est également possible de sortir en mer pour une journée, sur demande. Le projet a été lancé  par l'association Dreknor qui œuvre dans un but historique, culturel et pédagogique.

## Lieu de tournage
En mars 2020, l'équipe de l'émission Secrets d'Histoire tourne plusieurs séquences sur le Dreknor dans le cadre d'un numéro consacré à Guillaume le Conquérant, intitulé Guillaume le Conquérant : à nous deux l'Angleterre ! et diffusé le 21 septembre 2020 sur France 3.